# Whiz Kids
Whiz Kids (en español conocida como Richie y la pandilla de la computadora, Los chicos computarizados o Los chicos de la computadora) era una serie de televisión que se emitió en los Estados Unidos entre el 5 de octubre de 1983 y el 2 de junio de 1984. La serie trataba sobre las aventuras de un grupo de adolescentes que trabajaban como detectives y expertos aficionados en computación, y era básicamente una copia de ideas de la película Juegos de guerra, adaptada y expandida para televisión.

## Trama
La serie tenía a Max Gail como mentor del grupo. El elenco incluía además a Matthew Laborteaux (el hijo adoptivo de Los Ingalls) como Richie Adler, Dan O'Herlihy, Todd Porter como Hamilton Parker y Andrea Elson como Alice.
Richie Adler vivía con su madre y su hermana - su padre trabajaba lejos de la casa. Periódicamente, el padre de Richie le enviaba piezas obsoletas de electrónica y equipos de computación incluyendo, por ejemplo en un episodio, un robot programable llamado Herman. Richie coleccionó estas piezas de equipos de su padre y las conectó para formar "RALF" - el nombre de su computador que incluía, en un episodio, una cámara web primitiva.
La serie se basaba en los misterios por los que pasaban Richie y sus amigos, y que (principalmente Richie) trataba de resolver usando sus habilidades en computación con la ayuda de RALF. Esto estaba guiado por Farley (su mentor).
La serie se emitió por CBS. Inicialmente, en Estados Unidos, se emitía la noche de los miércoles, pero comenzó a emitirse los sábados desde el 7 de enero de 1984.
Dato curiosos:

-Andrea Elson, años más tarde personificaría a la hija mayor de los Tanner en la serie de TV de ALF.

-Matthew Laborteaux, en los últimos años ha oficiado de actor de doblaje en dibujos animados.

## Reparto
- Matthew Laborteaux como Richie Adler
- Todd Porter como Hamilton "Ham" Parker
- Jeffrey Jacquet como Jeremy Saldino
- Andrea Elson como Alice Tyler
- Max Gail como Llewellen Farley, Jr.
- Melanie Gaffin como Cheryl Adler
- A Martinez como el Teniente Neal Quinn
- Madelyn Cain como Irene Adler

## Episodios
| N.º | Título en inglés               | Emisión original |
| --- | ------------------------------ | ---------------- |
| 1   | Programmed for Murder          | 1983-10-05       |
| 2   | Fatal Error                    | 1983-10-19       |
| 3   | Deadly Access                  | 1983-10-26       |
| 4   | Candidate for Murder           | 1983-11-02       |
| 5   | A Chip Off the Old Block       | 1983-11-09       |
| 6   | Airwave Anarchy                | 1983-11-16       |
| 7   | Return of the Big Rocker       | 1983-11-23       |
| 8   | The Wrong Mr. Wright           | 1983-11-30       |
| 9   | Red Star Rising                | 1983-12-21       |
| 10  | The Network                    | 1984-01-07       |
| 11  | Watch Out!                     | 1984-01-14       |
| 12  | Amen to Amen-Re                | 1984-01-28       |
| 13  | Maid in the USA                | 1984-02-04       |
| 14  | The Lollypop Gang Strikes Back | 1984-02-25       |
| 15  | The Sufi Project               | 1984-03-17       |
| 16  | Father's Day                   | 1984-04-21       |
| 17  | Altaira                        | 1984-04-28       |
| 18  | May I Take Your Order Please?  | 1984-06-02       |